# Quique Moraga
Enrique Moraga Muñoz (Sabadell, Barcelona, 8 de abril de 1974) es un exjugador de baloncesto español. Con 2,12 metros de altura ocupaba la posición de pívot.
Formado en las categorías inferiores de CN Sabadell e internacional con todas las categorías inferiores de la selección española, desarrolló toda su carrera profesional en distintos clubes de élite de la Comunidad Autónoma de Cataluña, excepto por una corta experiencia que tuvo en el baloncesto italiano, donde jugó dos partidos en las filas del Termal Imola.

## Clubes
- Cantera CN Sabadell.
- 1992-93 Segunda División. CB Santfeliuenc.
- 1993-94 Primera División. CC Llobregat Cornellà.
- 1994-96 EBA. CC Llobregat Cornellà.
- 1995-96 ACB. FC Barcelona Banca Catalana.
- 1996-98 ACB. TDK Manresa.
- 1998 LEGA. Termal Imola.
- 1998-03 ACB. Casademont Girona.
- 2003.¿? LEB. CB Aracena[1] Imaje Sabadell Gapsa (EBA)
- 2004-05 LEB 2 Drac Inca
- 2005-06 LEB-2 Imaje Sabadell Gapsa
- 2006-07 LEB Drac Inca
- 2007-08 LEB-2 Imaje Sabadell Gapsa

## Palmarés

### Selección Española
- 1996 Eurobasket sub-22. Selección de España. Estambul. Medalla de Plata.
- 1997 Juegos del Mediterráneo. Selección de España promesas. Bari. Medalla de Oro.
- 1999 Universiada. Selección de España Universitaria. Palma de Mallorca. Medalla de Bronce.

### Clubes
- 1995-96 ACB. F. C. Barcelona. Campeón.
- 1997-98 ACB. TDK Manresa. Campeón.